# Kurt Luedtke
Kurt Luedtke (ur. 28 września 1939 w Grand Rapids, zm. 9 sierpnia 2020 w Royal Oak) – amerykański dziennikarz i scenarzysta filmowy.

## Życiorys
Zdobywca Oscara i BAFTA za najlepszy scenariusz adaptowany do filmu Pożegnanie z Afryką (1985) w reżyserii Sydneya Pollacka. Napisał również scenariusze do dwóch innych obrazów tego reżysera: Bez złych intencji (1981, nominacja do Oscara) i Zagubione serca (1999). 
Po ukończeniu Uniwersytetu Browna, w 1961 podjął pracę jako reporter w „The Grand Rapids Press”, a następnie w „The Miami Herald”, zanim w 1965 przybył do Detroit, aby zostać dziennikarzem Free Press Simon & Schuster. W 1966 został zastępcą redaktora naczelnego, a w 1972 objął funkcję redaktora naczelnego.